# Exposició espacial
La Exposició espacial és la subjecció d'un ésser humà a les condicions de l'espai exterior, sense roba protectora i més enllà de l'atmosfera de la Terra en un buit.

## Explicació i història
Les principals preocupacions d'un ésser humà sense la roba de protecció més enllà de l'atmosfera terrestre són les següents, que s'enumeren més o menys en l'ordre decreixent d'importància mortal: ebullició aèria, hipòxia, hipocàpnia, síndrome de descompressió, variacions extremes de temperatura i la mutació cel·lular com també la destrucció dels fotons d'alta energia i partícules subatòmiques.
Per l'efecte de la descompressió ràpida a les condicions de buit, vegeu l'article principal a descompressió descontrolada.

### Ebullició aèria, hipòxia, hipocàpnia i descompressió
L'ebullició aèria, la formació de bombolles en els líquids corporals és causada per una pressió ambiental reduïda, és el component més sever de l'experiència. Tècnicament, aquest efecte es considera que comença a una alçada d'uns 19 km o pressions menors de 6,3 kPa (47 mm Hg), conegut com el límit d'Armstrong. Els experiments amb animals han revelat una sèrie de símptomes que podrien també aplicar-se als éssers humans. La menys greu és la congelació de secrecions corporals causada per la refrigeració per evaporació. Però els símptomes greus, com la pèrdua d'oxigen en el teixit (anòxia) i l'augment multiplicador de volum corporal als 10 segons, seguit d'insuficiència circulatòria i paràlisi flàccida en uns 30 segons. Els pulmons també es col·lapsen (atelèctasi) en aquest procés, però continuaran en alliberar el vapor d'aigua que condueix a la formació de gel en les vies respiratòries.
Una estimació aproximada és que un ésser humà té aproximadament 90 segons per ser recomprimit, ja que després, la mort pot ser inevitable. L'absència d'oxigen fora del cos causant una ràpid desoxigenació de la sang (hipòxia) és la raó principal per la pèrdua de coneixement dins de 14 segons. Si una persona s'exposa a baixes pressions més lentament, la hipòxia causa la pèrdua gradual de les funcions cognitives a partir de voltant dels 3 km d'altitud equivalent. Els efectes menys greus inclouen la formació de bombolles de gas de nitrogen i la interferència consegüent amb les funcions orgàniques (síndrome de descompressió), que és menys greu en l'espai que en el submarinisme. Mentrestant, la reducció en la sang dels nivells de diòxid de carboni (hipocàpnia) poden alterar el pH de la sang i indirectament contribuir a un mal funcionament del sistema nerviós. Si la persona tracta de contenir la respiració durant la descompressió, els pulmons es poden trencar internament.

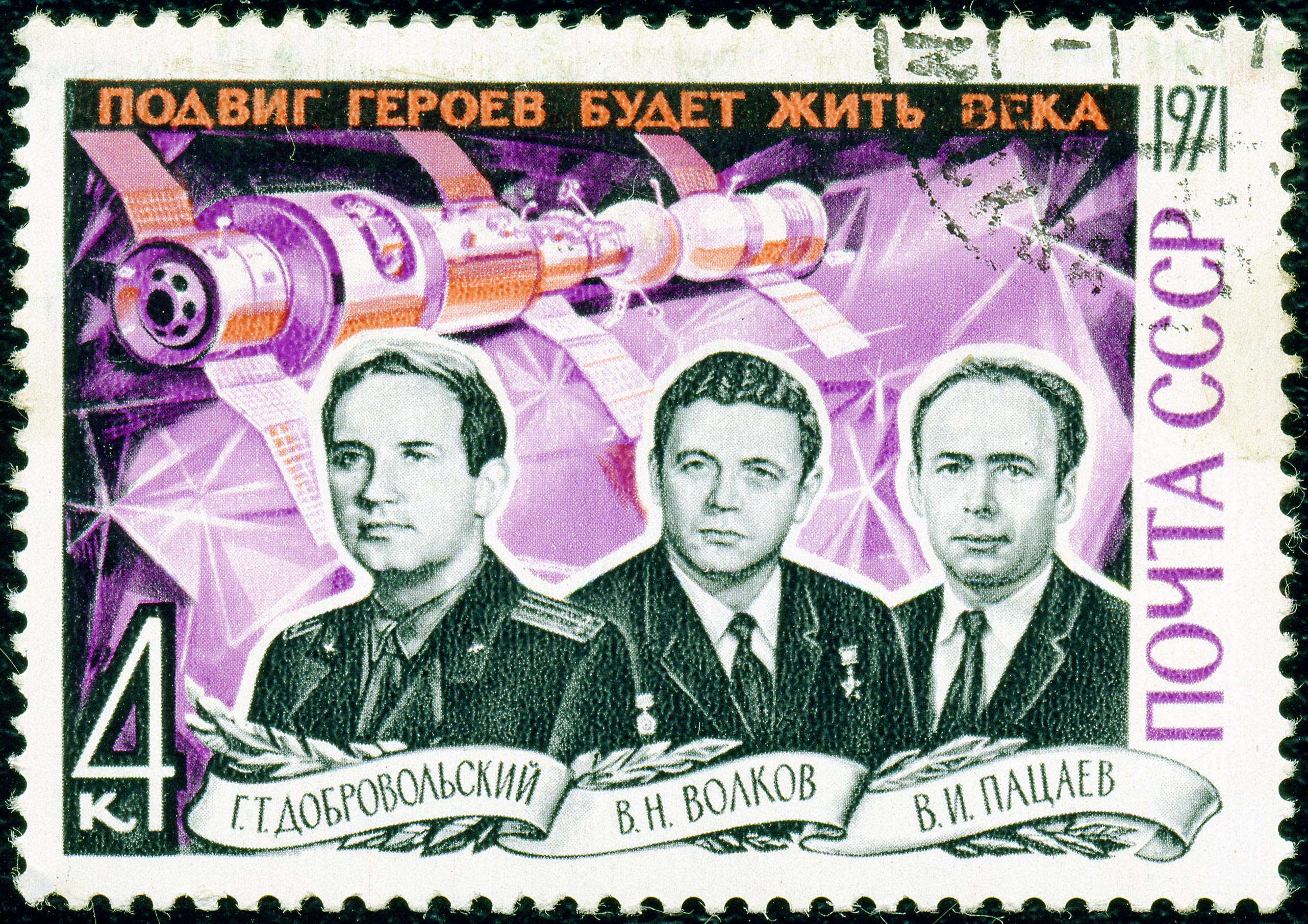
Dobrovolskiy, Vólkov i Patsayev, les úniques víctimes de la descompressió de l'espai

Pocs humans han experimentat aquestes quatre condicions. Joseph Kittinger va experimentar l'ebullició localitzat durant una ascensió de 31 km en una góndola pilotada d'heli. El guant de la seva mà dreta no es va pressuritzar i la seva mà es va expandir a gairebé el doble el seu volum anormal va ser acompanyat per dolor incapacitant. La seva mà va prendre prop de 3 hores per recuperar-se després del seu retorn a la terra. Dues persones van ser descomprimides accidentalment durant els programes espacials de capacitació de missions en terra, però tots dos incidents van ser de menys de 5 minuts de durada, i van sobreviure a les dues víctimes.
 Els astronautes de l'Estació espacial internacional i el Transbordador espacial sovint treballen en Unitats de Mobilitat Extravehiculars (EMUs o vestits espacials) que són amb pressions menors del 30% de la nau per facilitar la mobilitat, sense experimentar malaltia de descompressió.
Fins ara, els únics éssers humans que han mort per l'exposició l'espai són els tres membres de la tripulació de la nau espacial Soyuz 11: Vladislav Vólkov, Georgi Dobrovolski i Viktor Patsayev. Durant la reentrada el 30 de juny de 1971, la despressurització de la nau va resultar en la mort de tota la tripulació.
La descompressió és una preocupació seriosa durant les activitats extravehiculars (EVAs) dels astronautes. Els dissenys actuals d'EMUs prenen mesures d'aquestes qüestions, i han evolucionat amb el temps. Un repte clau ha estat els interessos contraposats de la mobilitat astronàutica creixent (que es redueix a l'alta pressió dels EMUs, anàloga a la dificultat de deformació d'un globus inflat amb relació a un de desinflat) i minimitzar el risc de descompressió. Els investigadors han considerat que una unitat de pressurització mòbil ha de tenir una cabina de pressió de 71 kPa en lloc dels EMUs corrents de pressió a 29,6 kPa. En aquest disseny, la pressurització del tors es podria aconseguir mecànicament, evitant la reducció de la mobilitat associada amb la pressurització pneumàtica.

### Variacions extremes de temperatura
Les variacions extremes de temperatura són un problema en l'espai, perquè l'intercanvi de calor es produeix principalment per la radiació infraroja. Mentre que l'absència de convecció i conducció provoca un efecte aïllant evitant la ràpida dissipació de calor del cos, pot ocórrer un escalfament localitzat si s'exposa a la llum dels estels a distàncies comparables a la distància Terra-Sol, i la pèrdua de radiació de calor del cos pot acostar a 1.000 watts en el pitjor dels casos, donada una temperatura superficial de 37 graus C, i una àrea de superfície corporal de 2 metres quadrats.
En un buit, el vapor d'aigua pot ràpidament evaporar-se en zones exposades com ara els pulmons, la còrnia de l'ull i de la boca, i comportant a un refredament del cos. La ràpida refrigeració per evaporació de la pell crearia gebre, particularment a la boca, però això no representa un perill important: l'espai és fred, però el buit no és compatible amb la transferència de calor per convecció o conducció, de manera que la preocupació principal de regulació de la temperatura pels vestits espacials és la manera de desfer de la calor corporal generada naturalment.

### Mutació cel·lular i la destrucció dels fotons d'alta energia i partícules sub-atòmiques
Un efecte més greu a llarg termini seria l'exposició directa als fotons d'alta energia (raigs ultraviolats, raigs X i gamma) i amb l'energia de les partícules subatòmiques (principalment protons). Això pot desnaturalitzar l'ADN permanentment i altres molècules cel·lulars a través d'interaccions atòmiques i nuclears. L'exposició prolongada i la capacitat dels fotons gamma i X per penetrar en el cos pot causar la mort per insuficiència orgànica, mentre que fins i tot a curt termini, l'exposició pot causar càncer.

## En la ciència-ficció
L'espaiament és un element bàsic de ciència-ficció, on passa generalment com un mètode d'execució (un tipus de matança) per l'exposició al buit a l'espai—generalment s'aconsegueix mitjançant l'expulsió del subjecte a través de la resclosa d'aire d'una nau o estació espacial sense un vestit espacial. L'espaiament de vegades s'utilitza com un mitjà d'enviament dels enemics, en general per atreure o detectar l'objectiu(s) en una zona de borsa d'aire, hangar o càrrega amb una escotilla exterior i després llençar-los a l'espai, o de manera oportunista en una doble obertura d'una bossa d'aire o fins i tot fer-los extreure cap a fora obrint una finestra o una comporta, amb resultats similars. La causa principal de la mort seria l'asfíxia. Moltes pel·lícules mostren persones exposades al buit de formes poc realistes.